# Cuerpo de Voluntarios "Benito Juárez García"
El Cuerpo de Voluntarios "Benito Juárez García" fue un contingente mexicano que participó en la Guerra civil española integrado en las Brigadas Internacionales.

## Historial
Fue creado tras el comienzo de la Guerra civil española, como una unidad de voluntarios que combatiese en favor del gobierno de la Segunda República Española, que se veía amenazada por el golpe de Estado comandado por Emilio Mola y después por Francisco Franco. La intervención de alemanes e italianos en favor de los nacionalistas se vio respondida con la llegada de numerosos vountarios internacionales en defensa de la República española.
Esta unidad de voluntarios estuvo integrada por criollos, ex-revolucionarios entre los que destacaban soldados normales y algunos miembros de los pueblos Yaqui y Mayo también veteranos de la Revolución Mexicana, excombatientes de la Guerra Cristera así como militantes socialistas, liberales y comunistas. Su número fue desconocido debido a la gran cantidad de voluntarios no registrados de forma oficial, sin embargo se especula un número mayor a los 1500 combatientes. El encargado en dirigir al contingente fue Felipe Garrido Llovera, hijo del renombrado comunista mexicano y fundador de las Camisas Rojas, Tomás Garrido Canabal. Cabe mencionar que se eligió el nombre de "Benito Juárez" por el destacado político y reformista mexicano de mediados del siglo XIX.
Una vez organizado en España, fue integrado en la XV Brigada Internacional. El contingente cesó sus operaciones en el año de 1938, con la retirada de los voluntarios internacionales y la disolución de las Brigadas en el mes de octubre de ese mismo año.
Otra forma de colaboración por parte de los mexicanos a la República, fue el recibimiento de Exiliados, entre los que se contaban numerosas familias, así como los célebres Niños de Morelia.
Los exiliados españoles nutrirían las reformas culturales y educativas llevadas entonces a cabo por el presidente Lázaro Cárdenas del Río, con la contratación de maestros y algunos artistas como Luis Buñuel, que como resultado se da la fundación del Colegio de México.
Es importante mencionar que el expresidente Lázaro Cárdenas cuenta con múltiples homenajes, placas y estatuas conmemorativas de su ayuda a la causa española, la más destacada se encuentra en Madrid, la cual fue colocada el pasado año 2005, donde acudieron excombatientes mexicanos y españoles.